# Gelasma pervicax
Gelasma pervicax là một loài bướm đêm trong họ Geometridae.